# Seashore Trolley Museum

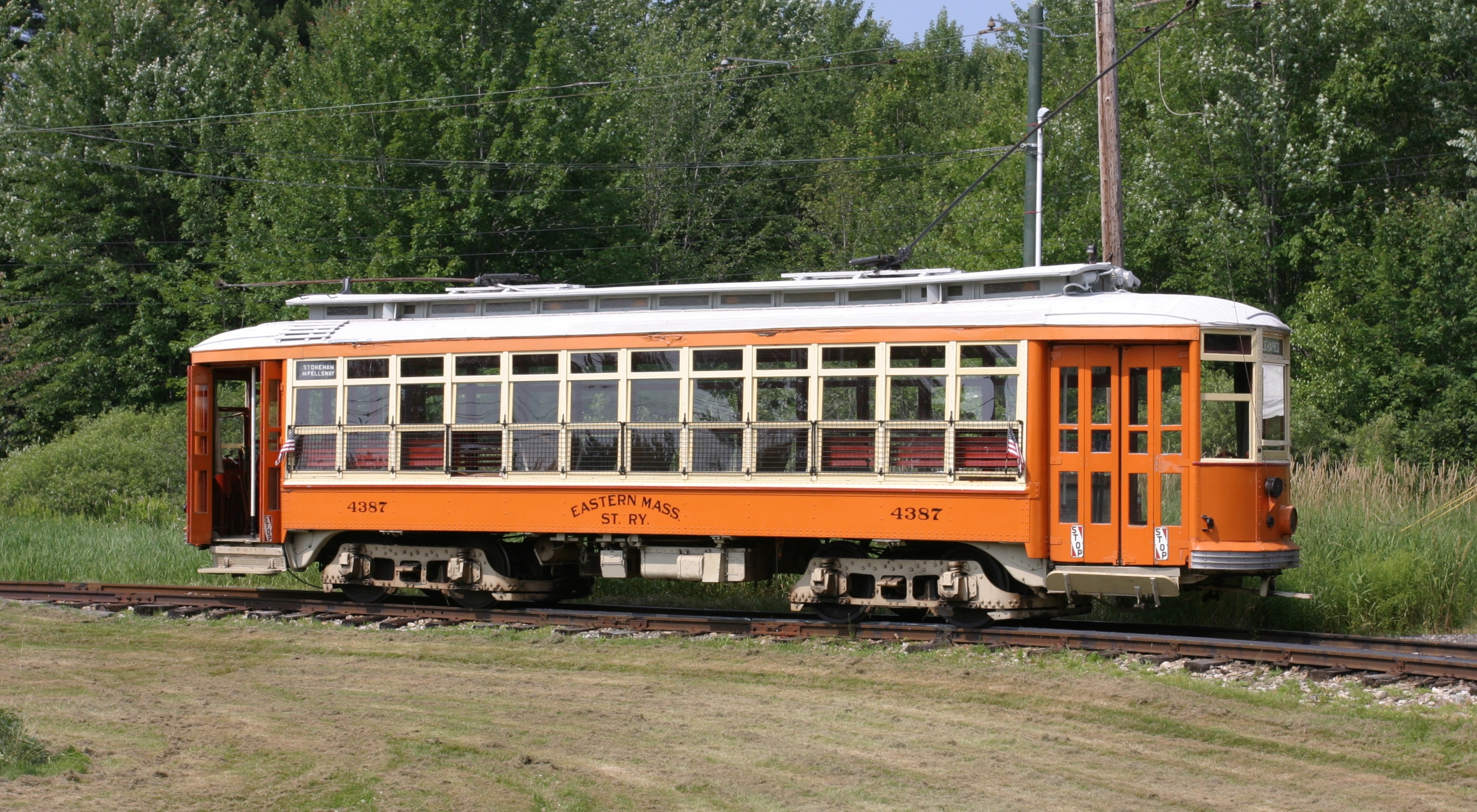
En spårvagn från Eastern Massachusetts Street Railway, tillverkad 1918

Seashore Trolley Museum är ett amerikanskt spårvägsmuseum i Kennebunkport i York County i Maine i USA. Det är USA:s äldsta museum för lokal kollektivtransport. Tonvikten ligger på en spårvagnssamling, men det finns också lokaltåg, trådbussar och andra bussar. Seashore Trolley Museum ägs och drivs av New England Electric Railway Historical Society.
En samling spårvägsvänner hyrde en tomt vid Log Cabin Road mellan Kennebunkport och Biddeford, intill banvallen för Atlantic Shore Line Railways linje Kennebunk-Biddeford, dit den första inköpta spårvagnen flyttades 1939.
Gruppen slog sig samman med en annan samling spårvägsvänner, som köpt en spårvagn från Manchester and Nashua Street Railway. De bildade 1941 New England Electric Railway Historical Society.
Efter andra världskriget tog övergången från spårvagnar till bussar, vilket ledde till en snabb utökning av föreningens fordonssamling. Sommaren 1956 kunde förening börja trafik på helger på en 400 meter lång sträcka. Numera har museet möjligheter att trafikera en drygt två kilometer lång rutt längs Atlantic Shore Line Railways tidigare banvall som gick från Kennebunkport till York Beach.
Museet har numera en samling på fler än 260 fordon. Tio av fordonen togs september 1980 in i USA:s "National Register of Historic Places".

## Bildgalleri

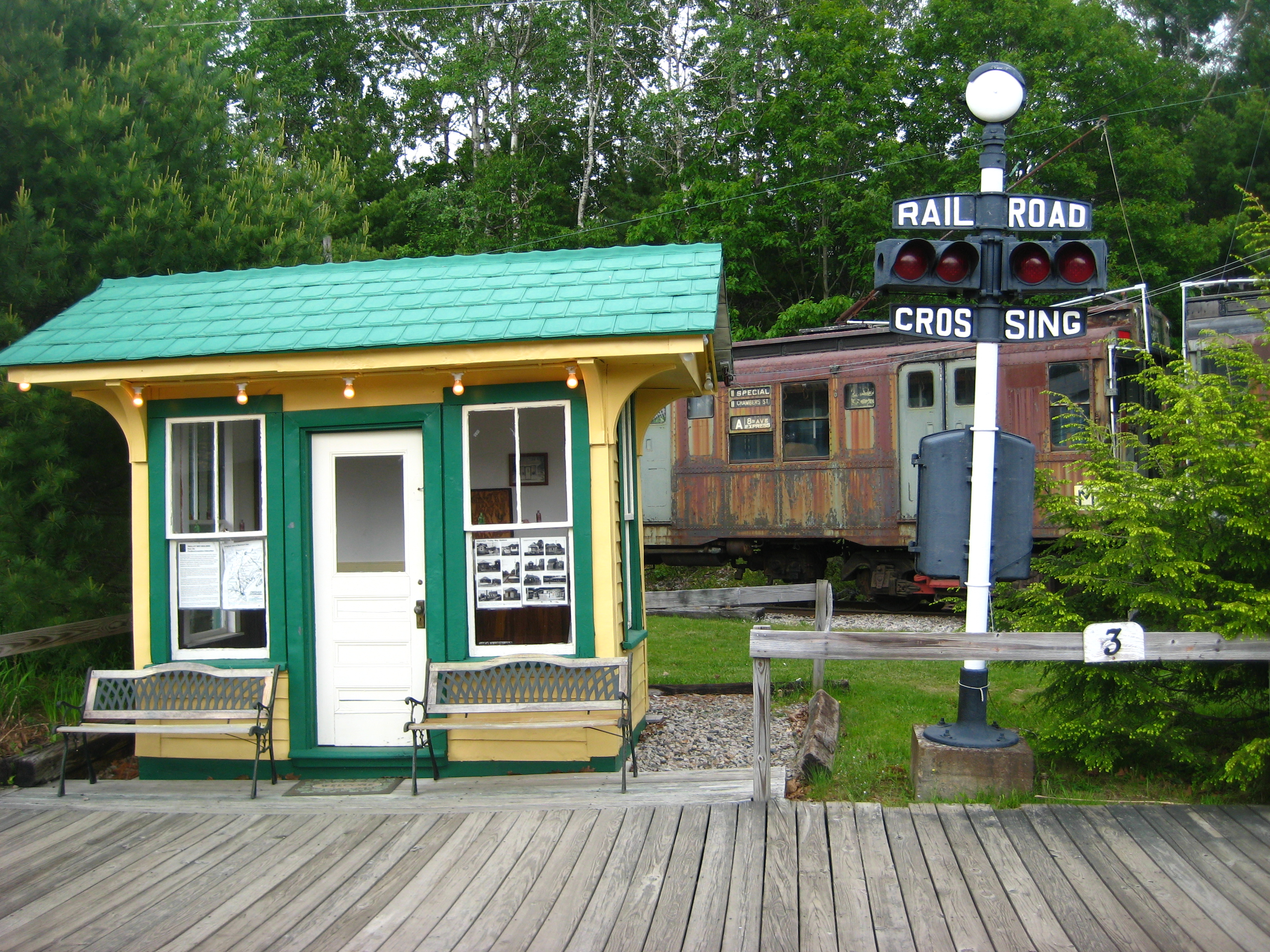
Morrison Hill Station
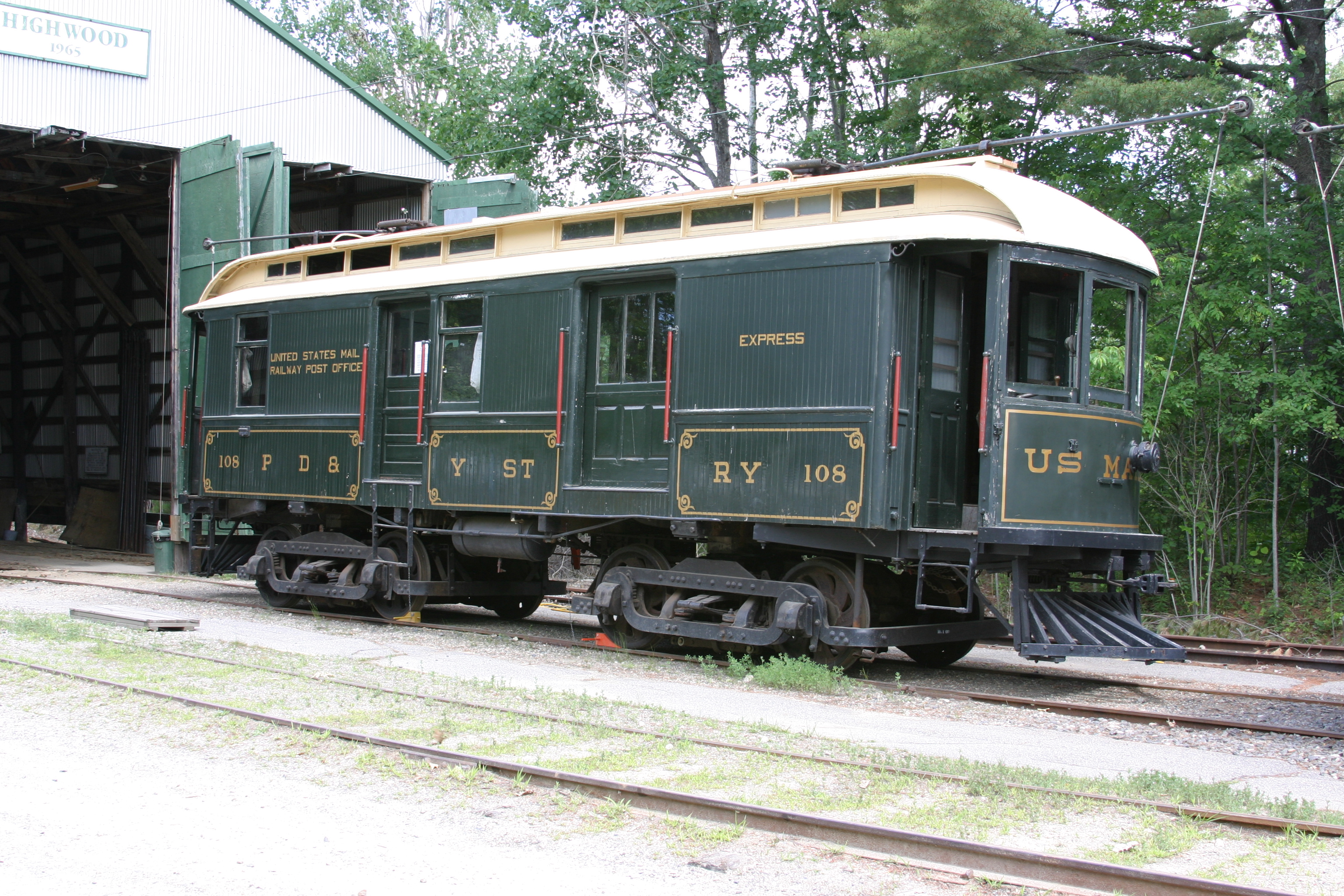
Post- och godsvagn från Portsmouth, Dover & York Street Railway, tillverkad 1904
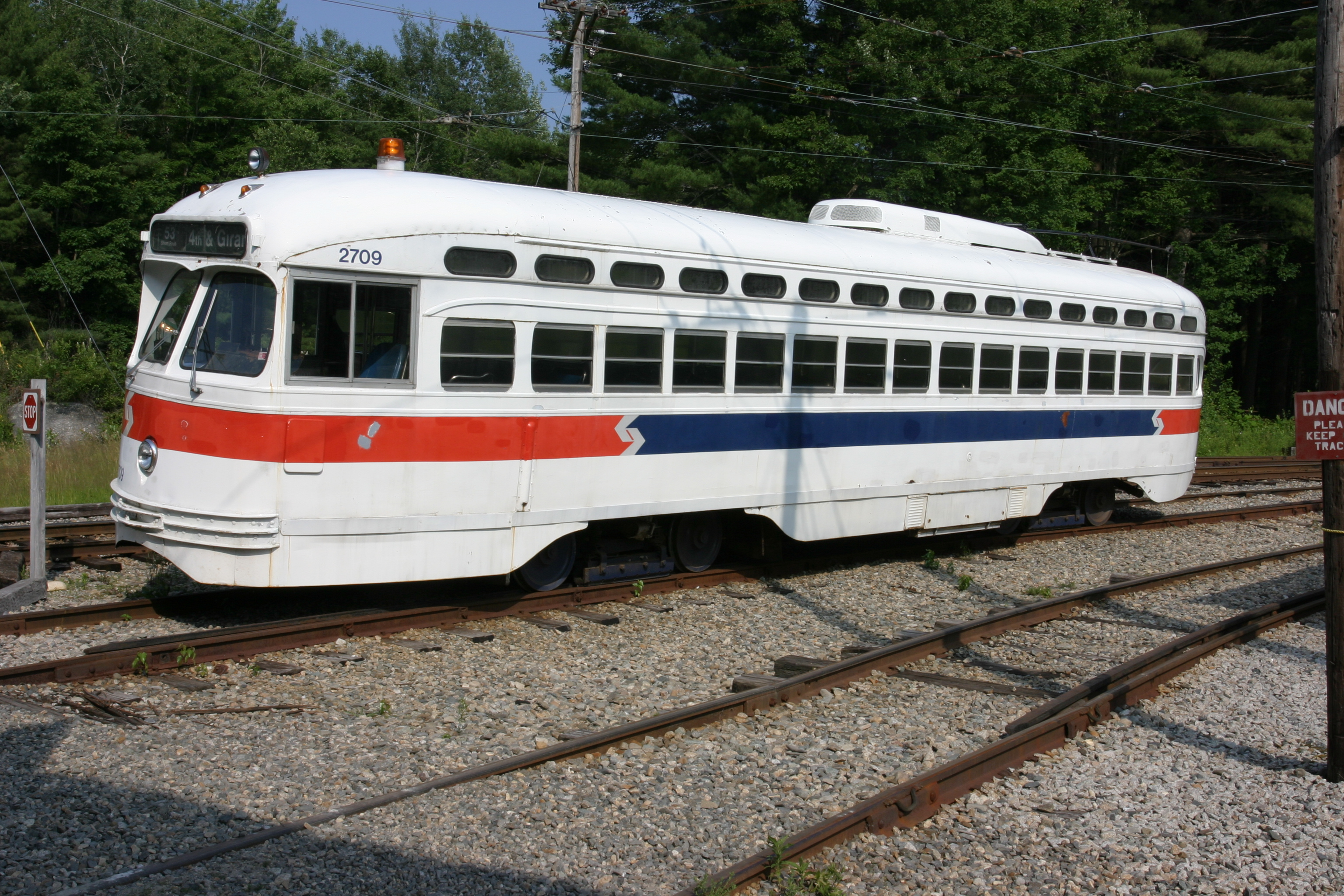
Septa PCC-spårvagn (från Southeastern Pennsylvania Transportation Authority)
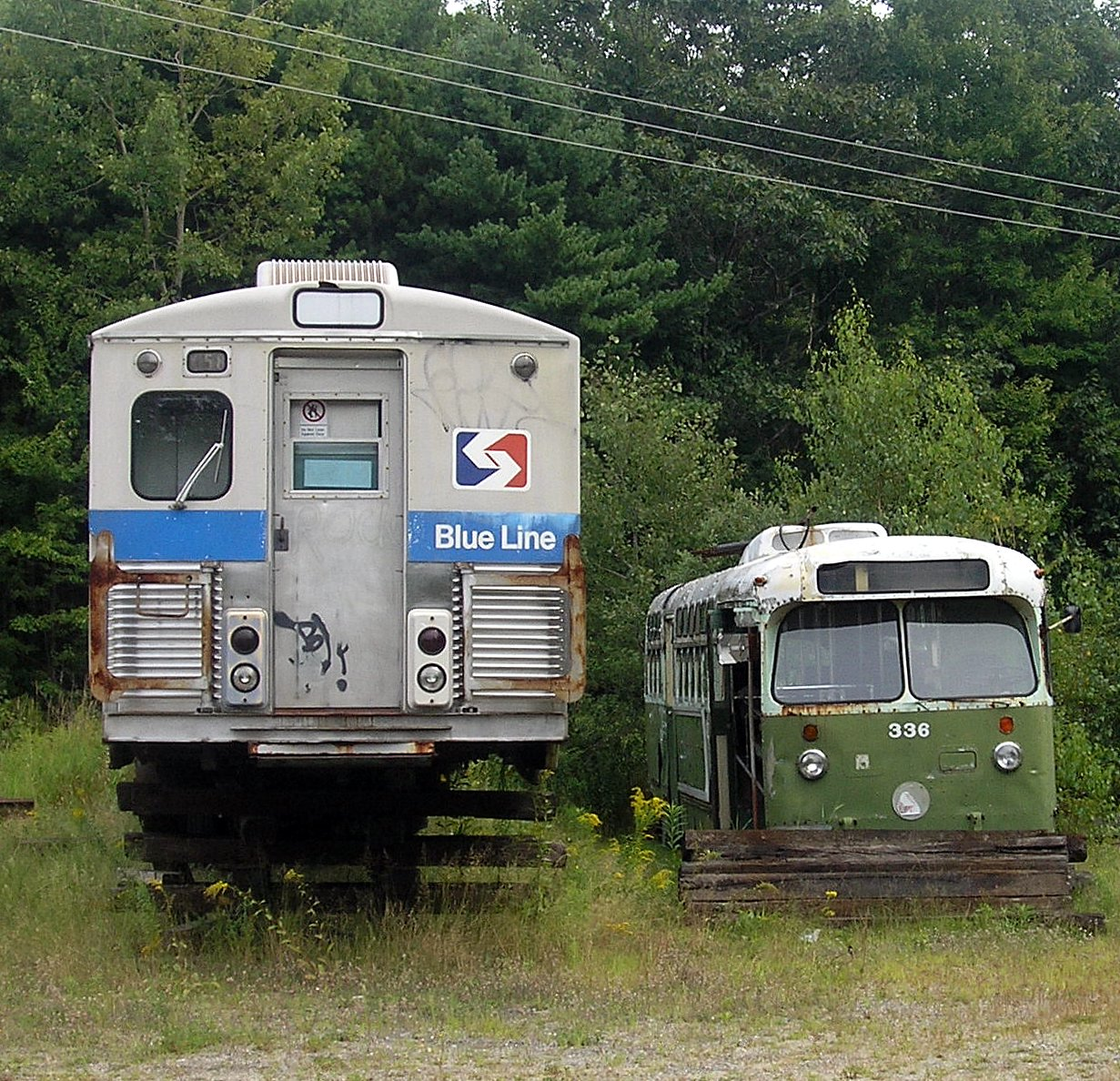
Förortståg samt en chassilös Marmon-Herrington trådbuss, båda från Philadelphia
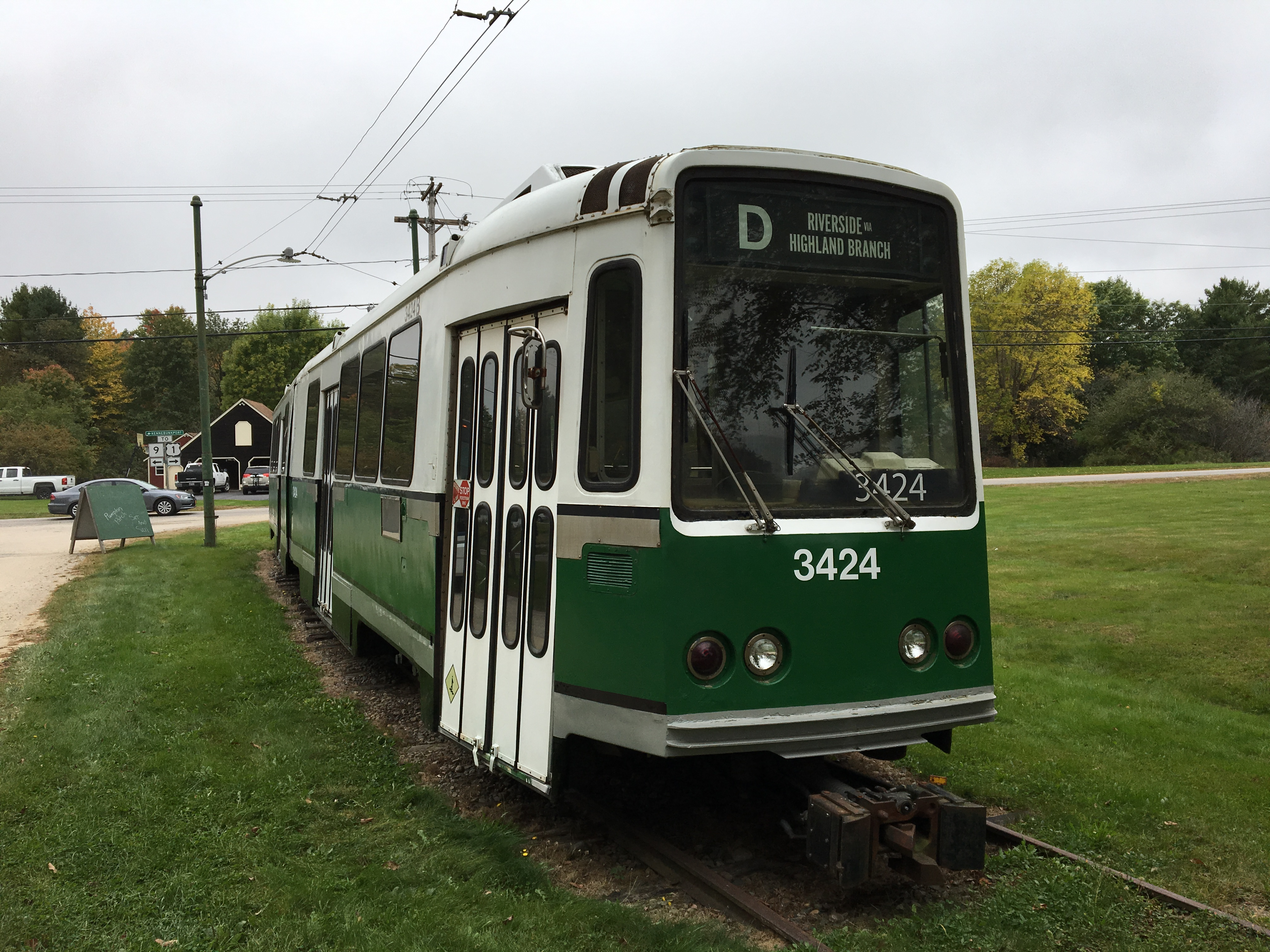
En "US Standard Light Rail Vehicle" från Boston, tillverkad av Boeing-Vertol på 1970-talet